# Trening vedenjskega modeliranja na delu
Trening vedenjskega modeliranja (»Behavior modeling training«) je v tujini ena izmed najbolj uporabljenih metod za usposabljanje ali razvoj specifičnih spretnosti na delu. Posebnost omenjene metode je v načinu, kako združuje "znanje o" ter "izkušnje z". Oba elementa sta namreč bistvenega pomena za učinkovito usposabljanje zaposlenih, saj morajo ti najprej pridobiti določeno znanje, potem pa ga še preizkusiti v praksi. 
Treningi vedenjskega modeliranja tako zaposlenim v organizaciji omogočijo, da se učijo v socialnem okolju, s tem ko opazujejo in posnemajo vedenje drugih. 
Kadar govorimo o modeliranju, lahko govorimo tudi o mentorstvu, saj velikokrat bolj izkušeni delavci (po navadi so to nadrejeni) s pomočjo treninga prikazujejo, kako se mora zaposleni vesti v različnih situacijah. V organizaciji tako mentorji postavljajo zgled svojim zaposlenim in nezavedno služijo kot model. Pri tem je pomembno, da se mentorji vedno poslužujejo primernega vedenja, stojijo za tistim, kar se jim zdi prav in svojim zaposlenim kažejo, kako morajo delati in se razvijati. Kadar pri vedenjskem modeliranju trener naredi napako, je to potrebno vzeti kot učno situacijo. Tako je v takem primeru dobro oblikovati skupinsko diskusijo, kjer zaposleni v skupini preučijo situacijo in določijo načine, kako bi lahko v prihodnosti v podobnih situacijah reagirali drugače. 
Najbolj osnovna uporaba treningov vedenjskega modeliranja je ta, da se trenerji srečajo z zaposlenimi in jim fizično pokažejo ustrezne načine opravljanja delovnih nalog. Namesto, da jim o tem samo pripovedujejo in dajejo navodila, si trenerji vzamejo čas, da jim sami pokažejo to delo pred njimi ali pa jih dajo v pare z izkušenejšim delavcem. Trening vedenjskega modeliranja tako omogoča delavcem, da na danem mestu postavljajo vprašanja in tako pridobijo boljši vpogled v te izkušnje iz prve roke. Zaposleni se tako s posnemanjem trenerjev lahko npr. naučijo, da je dobro priti prej v službo, včasih oditi nekoliko kasneje, kako si vzeti dobro premišljene odmore in kako se izogniti videti razne projekte kot možnost nezdravega tekmovanja. Med drugim se zaposleni lahko naučijo tudi profesionalnega govorjenja (še posebej v konfliktnih situacijah) in kako se je potrebno vesti do strank in do drug drugega in jih spoštovat. Med drugim je pomembna tudi iskrenost, saj če so modeli/trenerji usmerjeni k iskrenosti na delovnem mestu, to delavci vidijo in posnemajo. Če trenerji vedno naredijo, kar so obljubili, priznajo svoje napake in včasih tudi prosijo druge za pomoč, je večja verjetnost, da bodo zaposleni to vedenje posnemali. 

## Zgodovina
Prvi trening, pri katerem so uporabili tehnike vedenjskega modeliranja v industriji, je leta 1970 opravil Mel Sorcher v podjetju General Electric. Cilj tega prvega »tečaja« je bil pomagati delavcem, ki opravljajo zelo težko delo, pri prilagajanju in spoprijemanju z delom. En del delavcev ter supervizorji/trenerji so imeli trening, kjer so se naučili dajati in sprejemati konstruktivne kritike, vprašati in ponuditi pomoč ter vzpostaviti vzajemno zaupanje in spoštovanje. Po šestih mesecih treninga, so ugotovili, da je na tem delovnem mestu od 39 delavcev, ki so opravili trening vedenjskega modeliranja, ostalo 72 % delavcev, med delavci, ki treninga niso opravili, pa jih je na delovnem mestu ostalo le 28 % od 25 delavcev. Goldstein in Sorcher sta nato sintetizirala pomembnost elementov treninga vedenjskega modeliranja in od takrat dalje je ta trening uporabljen na veliko področjih za razvoj interpersonalnih veščin. 

## Namen treninga vedenjskega modeliranja
Trening vedenjskega modeliranja se lahko uporablja pri kariernem razvoju zaposlenih ali njihovem usposabljanju za delo. Prav tako pa modeliranje vedenja zaposlenim pomaga pri izpolnjevanju vsakodnevnih delovnih nalog. Globlje implikacije ima tudi za razvoj in izboljšanje organizacijske kulture. 
Treningi vedenjskega modeliranja se lahko uporabljajo tudi pri razvoju delovne etike zaposlenih (zaposleni lahko tako modelirajo vedenje svojih nadrejenih v različnih situacijah, kot na primer če so vodje zgodaj na delovnem mestu, gredo pozno iz dela, imajo smiselne premore med nalogami, projekte vodijo do zaključkov…). Prav tako se lahko delavci preko treninga naučijo dobrih komunikacijskih veščin, saj so komunikacijski stili nadrejenih pogosto posnemani s strani njihovih podrejenih. Ko nadrejeni govorijo profesionalno, še posebej v konfliktnih situacijah, je večja verjetnost, da bodo zaposleni to vedenje posnemali in posledično bolj spoštovali stranke ter drug drugega. Tudi pri iskrenosti je podobno, saj nadrejeni s svojim vedenjem predstavljajo model za svoje zaposlene, tako, da delujejo v s skladu s svojimi besedami in načeli, izpolnjujejo obljube zaposlenim, priznajo svoje napake in prosijo druge za nasvete. 

## Potek izvedbe
Prvi korak treninga je natančna razlaga in opis vedenja ter veščin, ki jih bodo morali udeleženci v samem treningu doseči. Teorijo o želenem vedenju se razdeli v serijo učnih točk, ki skupaj sestavljajo celotno želeno vedenje. Učne točke tako za udeležence predstavljajo opise vedenj, ki jim pomagajo razumeti, iz katerih elementov je to vedenje sestavljeno, in kaj je pri uporabi vedenja najbolj pomembno.  Te učne točke se v  treningu vedenjskega modeliranja izvajajo po točno določenem zaporedju, saj ima tako trening največji učinek. 
V grobem trening vedenjskega modeliranja nato poteka po naslednjih korakih: modeliranje, igra vlog, povratna informacija in izpeljava. 
1. Modeliranje: Po teoretični razlagi se udeležencem najprej predstavi nek model. Ta model prikazuje učinkovito rabo vedenja, katerega želimo naučiti udeležence. Tako se v fazi modeliranja udeležencem pokaže video posnetek, kjer model izvaja želeno vedenje, lahko pa udeleženci model opazujejo tudi v realni situaciji. 
2. Igra vlog: Udeleženci nato dobijo priložnost, da svoje znanje uporabijo tudi v praksi. Trener skupaj z udeleženci še enkrat pregleda in predela učne točke in predebatira o razlogih za vsako točko oziroma ključno vedenje. Pri tem se pogovorijo tudi o vedenju modela. Po končani diskusiji vsak udeleženec treninga z drugim udeležencem odigra prej videno situacijo, pri čemer uporabi želeno vedenje. 
3. Povratna informacija: Po končani igri vlog, sledi faza podajanja povratne informacije. Najprej vsak udeleženec poda povratno informacijo o lastni izvedbi, nato pa še ostali člani in mentor podajo svoje mnenje – kaj je bilo dobro in kako bi še lahko prišli do izboljšav. Pomembno je, da se naučeno vedenje oziroma pridobljeno znanje nato tudi prenese v resnično situacijo oziroma na samo delovno mesto. 
4. Izpeljava: V zadnji fazi se delavce spodbuja, da pri svojem delu vadijo in uporabijo na novo naučeno vedenje. V nekaterih programih vedenjskega modeliranja se udeleženci kasneje spet dobijo v skupini ter diskutirajo o problemih in uspehih, ki so jih imeli ob uporabi na teh spretnosti. 
Trening vedenjskega modeliranja se najpogosteje izvaja na način, da udeleženci treninga pridejo v prostor, kjer se skupaj učijo ter vadijo želeno vedenje. Vendar lahko trening poteka tudi z rotacijo zaposlenih na delovnem mestu. Tako zaposleni delajo z različnimi supervizorji oziroma mentorji. S tem se preko opazovanja naučijo, kako razmišljati in se vesti kot nadrejeni, ki so mu v danem trenutku dodeljeni, izkušnje pa dobijo na različnih področjih ter z različnimi modeli. 

## Prednosti in slabosti

### Prednosti
- Trening vedenjskega modeliranja stane precej manj kot kakšna druga trening metoda.

- Osredotočeno je na vedenje in ne samo na teorijo.

- Pozitivno vedenjsko modeliranje ima lahko pozitiven vpliv na delovno mesto in lahko izboljša individualno uspešnost in pomaga doseči želene rezultate.

- Pomaga zaposlenim, da se s težavami spopadejo na pozitiven način. [9]

### Slabosti
- Čeprav so vedenjsko modeliranje uspešno aplicirali v mnogih organizacijah, še vedno obstaja nekaj slabosti, predvsem zaradi pomanjkanja ustrezne teorije.

- Pomanjkanje navajanja primerov napačnega vedenja, kar velikokrat pripelje do nepopolnega razumevanja. [9]

## Učinkovitost metode
Taylor, Russ-Eft in Chan  so z metaanalizo 66 študij preučevali učinke samega treninga vedenjskega modeliranja. Na podlagi rezultatov so ugotovili, da ima trening največji učinek na trenutno znanje, torej, da si udeleženci treninga najbolj zapomnejo informacije, ki so jih pridobili na samem treningu. Hkrati so ugotovili, da je razvoj spretnosti najboljši, kadar je trening izpeljan z učnimi točkami (razlage posameznih delov vedenj) ter kadar so si scenarije situacij izmislili sami udeleženci (in ne samo trenerji). Najmanjši učinek pa se je pokazal na rezultatu pri delu, torej udeleženci kljub pridobljenem znanju le-tega ne znajo toliko učinkoviti uporabiti na samem delovnem mestu. Kljub temu so avtorju ugotovili, da je lahko učinek treninga višji, če si udeleženec sam določi cilje kje in kdaj bo pridobljene spretnosti uporabil.  
Posamezne raziskave so med drugim pokazale, da zaposleni, ki so opravili trening vedenjskega modeliranja bolje opravljajo določene delovne naloge na svojem delovnem mestu. Tako je Robert F. Burnaska po enomesečnem opazovanju in primerjavi menedžerjev delavcev v podjetju General Electric ugotovil, da so menedžerji, ki so opravili trening, bolje nastopili pri reševanju določenih težav in delovnih diskusijah kot menedžerji, ki treninga niso opravili. Po petih mesecih se je ta razlika še povečala. Tudi Frank W. Bonheim, podpredsednik podjetja Levitz Furniture Corporation, je ugotovil, da je trening, ki je bil osredotočen na prodajo, izboljšal same rezultate prodaje v organizaciji. Preston E. Smith iz IBM-ja, pa je prišel do ugotovitev, da je trening močno vplival na izboljšanje spretnosti menedžerjev, saj so bili le-ti po treningu ocenjeni bolje, kot pred treningom, hkrati pa se je zvišalo tudi zadovoljstvo strank in prodaja izdelkov.  Meyer in Raich pa sta ugotovila, da so prodajalci elektronike (radio, televizija…), ki so opravili trening vedenjskega modeliranja izboljšali prodajo za 7 % v obdobju šestih mesecev, medtem ko je kontrolna skupina v istem času znižala prodajo za 3 %.